# Драматичний текст
Драматичні тексти — тексти, написані в формі прямої мови всіх дійових осіб із вказівкою кожного разу імені особи, якій належать дані слова.
Текст драматичних творів розчленовано на окремі вислови дійових осіб — репліки. Перед кожною реплікою набирають ім'я дійової особи, яка її виголошує. Завжди в драматичних творах є вказівка до постановки — ремарки, які, в свою чергу, діляться на:
- постановочні (характерезують обставину на сцені, час і місце дій);

- акторські (характерезують дію чи стан особи, яка говорить у даний момент).

Основний текст драматичного твору — репліки. Крім того, весь такий текст у свою чергу розбитий на дії, акти, картини і яви. Як правило, система рубрикації в такому творі дуже складна. Набираючи і верстаючи твір, перш за все треба використовувати лише одну гарнітуру шрифту з різноманітними її виділеннями і накресленнями.
Репліки набирають шрифтами прямого світлого накреслення.
Імена дійових осіб виділяють розрядкою прописним чи напівжирним накресленням.

## Розміщення імен дійових осіб
Імена дійових осіб відносно до тексту репліки можуть бути розміщені таким чином:
- впідбір до тексту реплік з абзацного відступу;

- впідбір до тексту реплік буз абзацного відступу, але з невеликою втяжкою всіх рядків репліки, крім першої;

- окремими рядками над текстом репліки або з виключкою в лівий край;

- окремою колонкою зліва від  репліки.

Перший і другий способи придатні і для верстання прозових творів, інші використовують у віршованих текстах.

## Ремарки
Ремарки в драматичних текстах можуть бути двох видів:
- пояснення за ходом усієї дії (зовнішні);

- перед початком дії (внутрішні).

Найчасті ремарки розміщають по центру сторінки "окреми рядками".